# Kombinezon

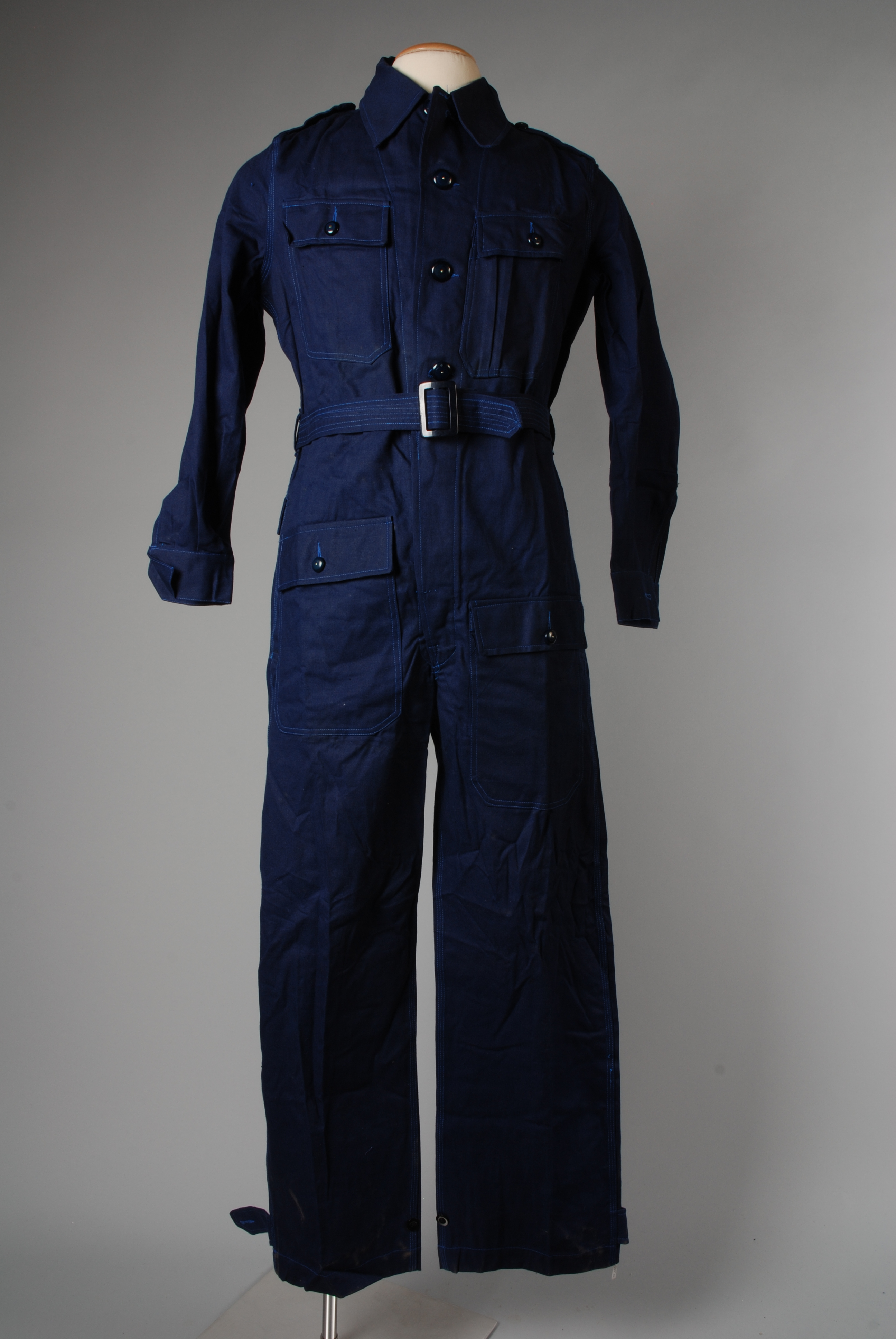
Kombinezon jednoczęściowy

Kombinezon – jednoczęściowe ubranie, będące połączeniem bluzy ze spodniami, najczęściej pełniące funkcję ubrania roboczego lub sportowego (np. kombinezon narciarski).
Kombinezonami nazywa się też czasem ubrania dwuczęściowe, gdy bluza i spodnie (najczęściej ogrodniczki) tworzą komplet.
Kombinezony znalazły swoje zastosowanie w czynnościach, które wymagają odpowiedniego ochronnego ubioru, np. w pracach malarskich i rolniczych, a także w warsztatach samochodowych, w ogrodzie i w środowisku toksycznym.